# J. Garcia Carrion
J. García Carrion is een multinational en Spaanse producent van cava, Spaanse wijn en vruchtensappen. In 2014 was het de grootste Spaanse producent van wijn en vruchtensap, de grootste Europese wijnproducent en de vijfde op wereldniveau.
Sinds 2013 zijn alle aandelen terug in handen van de familie Garcia Carrion.